# Сепита
Сепита (исп. Cepitá) — город и муниципалитет в северо-восточной части Колумбии, на территории департамента Сантандер. Входит в состав провинции Гарсия-Ровира.

## История
Поселение, из которого позднее вырос город, было основано 18 ноября 1751 года. Муниципалитет Сепита был выделен в отдельную административную единицу в 1910 году.

## Географическое положение

Муниципалитет Сепита

Город расположен в восточной части департамента, в горной местности Восточной Кордильеры, на правом берегу реки Умпала, на расстоянии приблизительно 39 километров к юго-востоку от города Букараманги, административного центра департамента. Абсолютная высота — 661 метр над уровнем моря.
Муниципалитет Сепита граничит на севере с территорией муниципалитета Гуака, на северо-западе — с муниципалитетом Пьедекуэста, на западе — с муниципалитетом Аратока, на юге — с муниципалитетом Курити, на востоке — с муниципалитетом Сан-Андрес. Площадь муниципалитета составляет 139 км².

## Население
По данным Национального административного департамента статистики Колумбии, совокупная численность населения города и муниципалитета в 2015 году составляла 1865 человек.
Динамика численности населения муниципалитета по годам:
| 2005 | 2006 | 2007 | 2008 | 2009 | 2010 | 2011 | 2012 | 2013 | 2014 | 2015 |
| ---- | ---- | ---- | ---- | ---- | ---- | ---- | ---- | ---- | ---- | ---- |
| 2022 | 2007 | 1996 | 1980 | 1966 | 1940 | 1930 | 1915 | 1898 | 1881 | 1865 |

Согласно данным переписи 2005 года мужчины составляли 52 % от населения Сепиты, женщины — соответственно 48 %. В расовом отношении белые и метисы составляли 99,9 % от населения города; негры, мулаты и райсальцы — 0,1 %.
Уровень грамотности среди всего населения составлял 86,3 %.

## Экономика
53,3 % от общего числа городских и муниципальных предприятий составляют предприятия торговой сферы, 46,7 % — предприятия сферы обслуживания.

## Транспорт
К западу от города проходит национальное шоссе № 45А (исп. Ruta Nacional 45А).